# 奥利弗·拉斐特
奥利弗·拉斐特（英語：Oliver Lafayette，1984年5月6日—），美国NBA联盟前职业篮球运动员。